# Kobus
A Kobus az emlősök (Mammalia) osztályának párosujjú patások (Artiodactyla) rendjébe, ezen belül a tülkösszarvúak (Bovidae) családjába és a nádiantilop-formák (Reduncinae) alcsaládjába tartozó nem.

## Leírásuk
A Kobus-fajok kizárólag afrikai elterjedésűek. Mint emlősnem Afrikából jó nagy területet hódítottak meg; csak a nagy sivatagokat, magas hegyvidékeket és a sűrű dzsungeleket, illetve erdőket kerülik el. Ezek az állatok főleg a nedves területeket, mint például a mocsarakat, lápréteket és nagy folyók, illetve tavak kiterjedt nádasait kedvelik, azaz részesítik előnyben. Az idetartozó fajokra a nemi kétalakúság jellemző; hiszen a bika nagyobb és szarvval rendelkezik, míg a tehén kisebb méretű és nincsen szarva.

## Rendszerezés
A nembe az alábbi 5-6 élő faj tartozik:
- Upemba-mocsáriantilop (Kobus anselli) Cotterill, 2005 - de egyesek szerint a zambézi mocsáriantilop egyik alfaja Kobus leche anselli név alatt
- gyűrűsfarkú víziantilop (Kobus ellipsiprymnus) (Ogilby, 1833) - típusfaj
- közönséges mocsáriantilop (Kobus kob) (Erxleben, 1777)
- zambézi mocsáriantilop (Kobus leche) J. E. Gray, 1850
- nagyszarvú mocsáriantilop (Kobus megaceros) (Fitzinger, 1855)
- puku mocsáriantilop (Kobus vardonii) (Livingstone, 1857)

## Képek

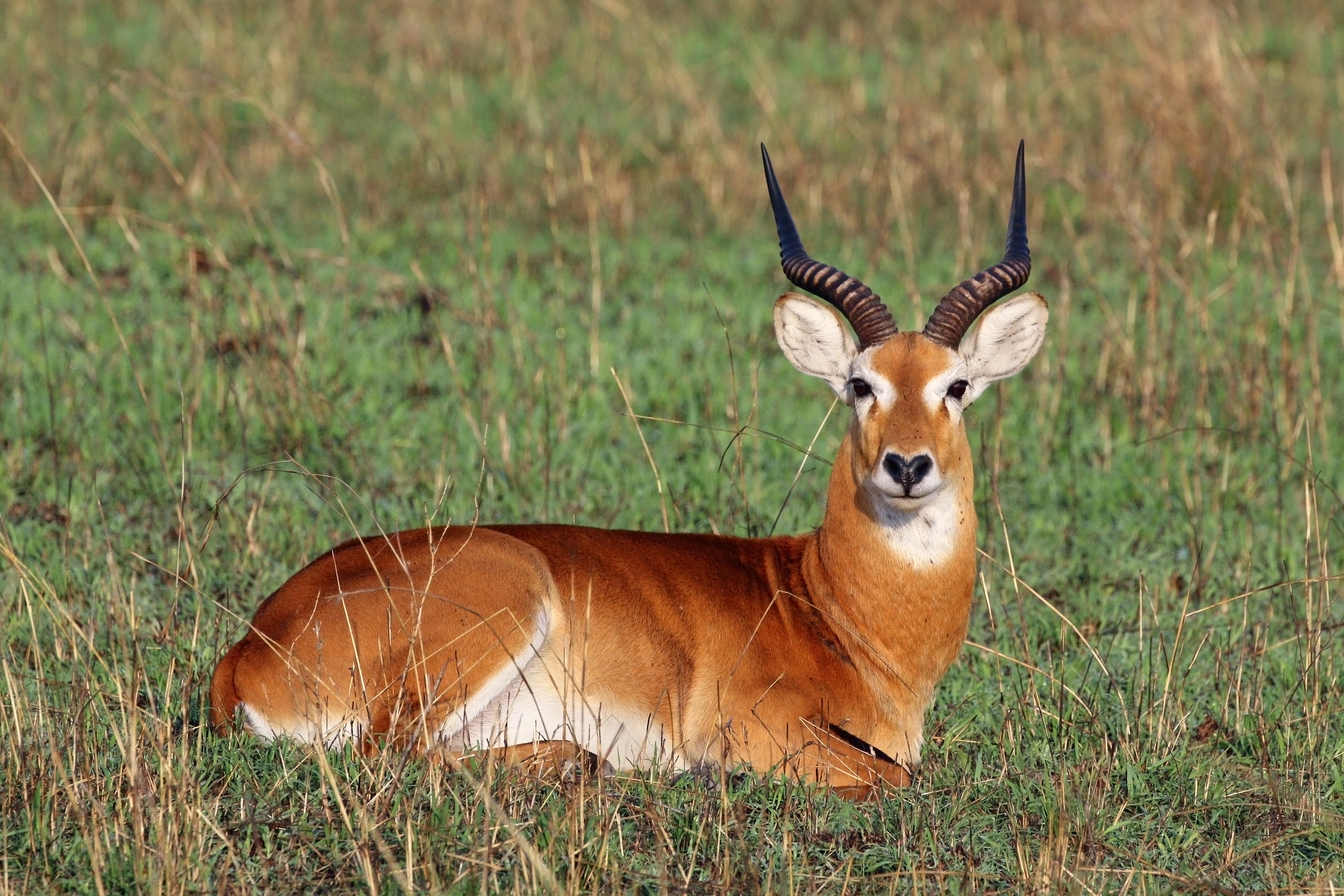
Kobus kob
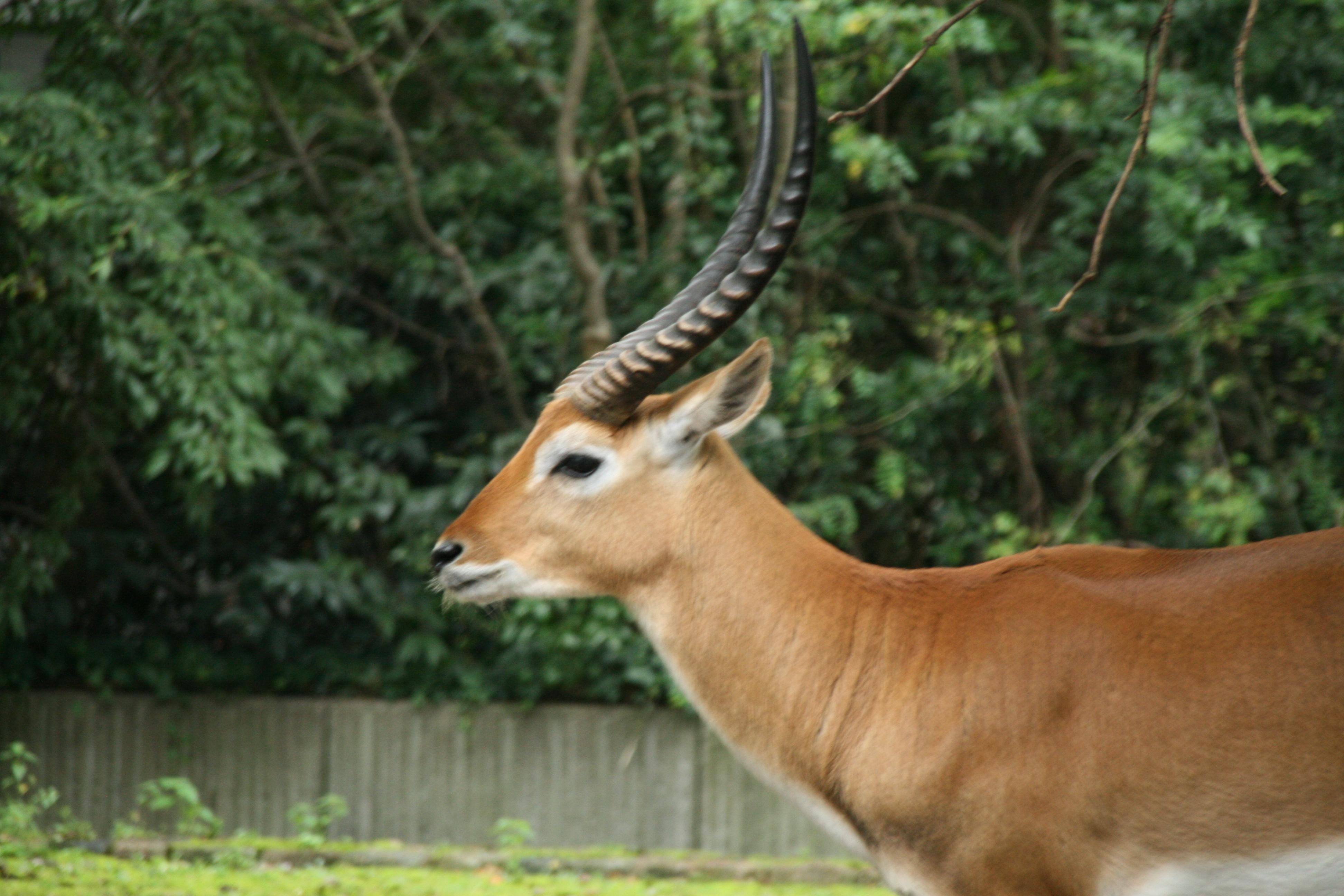
Kobus leche
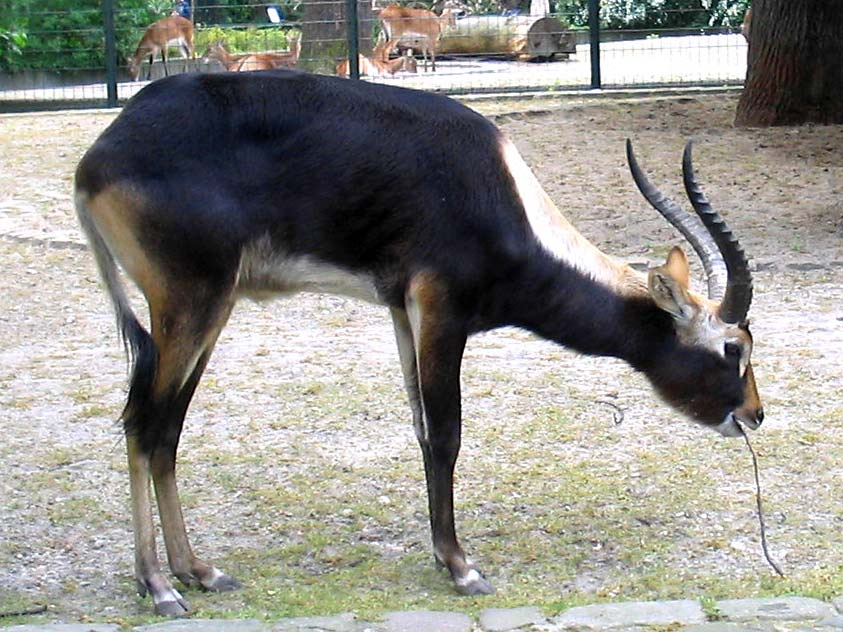
Kobus megaceros
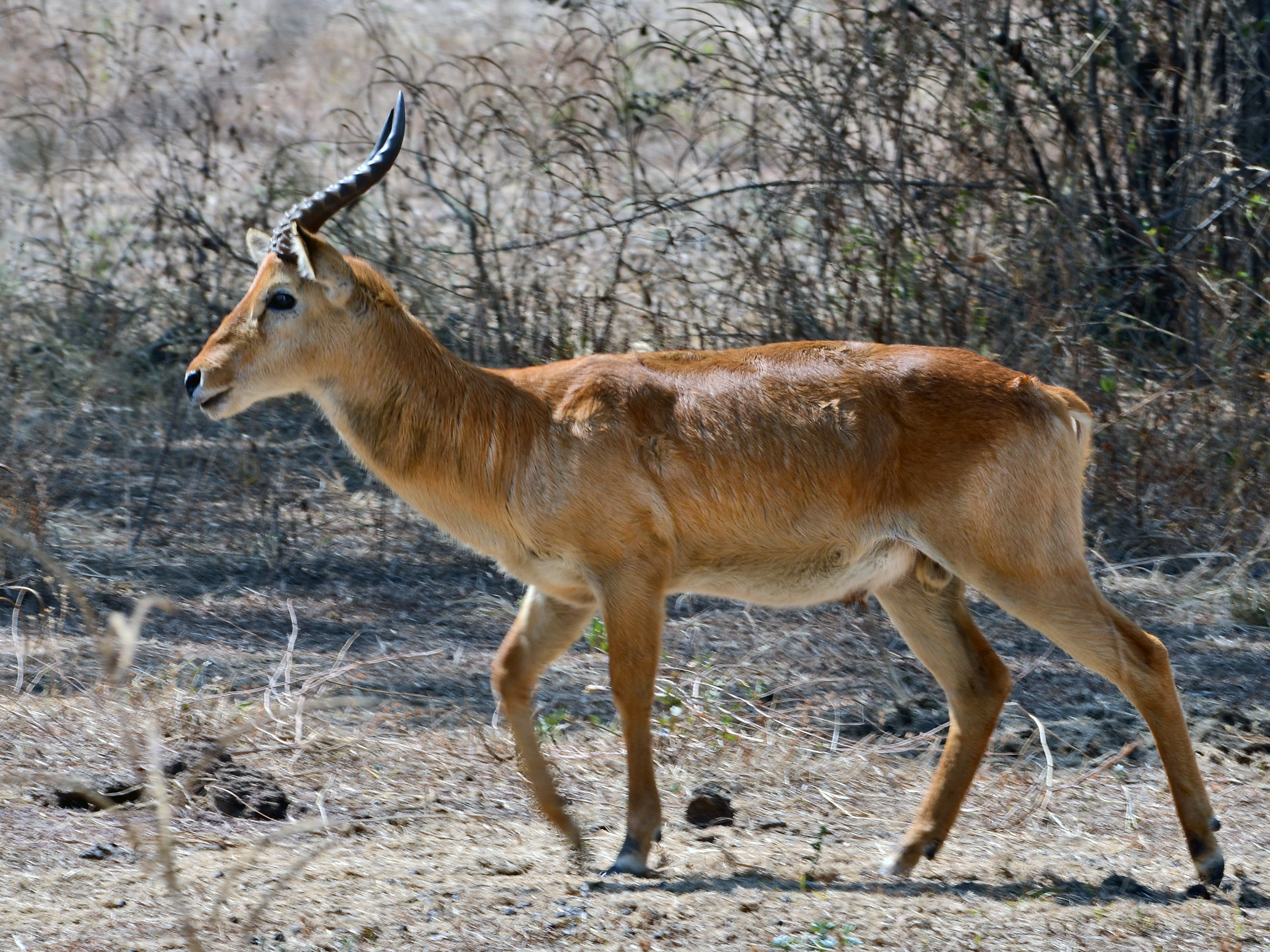
Kobus vardonii